# Convention sur l'élimination de toutes les formes de discrimination à l'égard des femmes

Participation des États :
Signé et ratifié ;
Ratifié par accession ou succession ;
État non reconnu lié ;
Signé et non ratifié ;
Non signé.

La Convention sur l'élimination de toutes les formes de discrimination à l’égard des femmes (en anglais Convention on the Elimination of All Forms of Discrimination Against Women, CEDAW) a été adoptée le 18 décembre 1979 par l’Assemblée générale des Nations unies. Elle est entrée en vigueur le 3 septembre 1981 après avoir été ratifiée par 20 pays.
Les États-Unis l’ont signée en 1980 mais ne l’ont toujours pas ratifiée. Les États qui n’avaient pas signé le traité lors de son entrée en vigueur y adhèrent aujourd’hui, sans le signer. Le dernier État en date à l’avoir fait est le Qatar, le 29 avril 2009. De nombreux pays l'ont signé en émettant toutefois des réserves, de nature à fortement en affaiblir la portée. Aujourd’hui, les seuls membres de l'ONU à n’avoir pas adhéré à la convention sont le Vatican, l’Iran, la Somalie, le Soudan et les îles Tonga.
La présidente du CEDAW est actuellement Gladys Acosta Vargas.

## Histoire
La précurseure de cette convention est une proclamation de 1967 : la Déclaration sur l'élimination de la discrimination à l'égard des femmes.
Cette convention est adoptée dans la lignée de l'Année internationale de la femme de 1975. La convention est adoptée à l'ONU le 18 décembre 1979 par l'assemblée générale de l'organisation.

## Contenu
Cette convention engage les États signataires ou adhérents à éliminer toute forme de discrimination envers les femmes, et à favoriser leur plein développement dans l'ensemble des domaines politiques, économiques, sociaux, culturels et civils. Cela passe par la modification des lois et la prise de mesures d'éducation et d'incitation auprès du public.
Plusieurs pays (Suède, Norvège, Canada, Danemark) avaient souhaité que la Convention porte sur l'ensemble des discriminations sexuelles, à la fois pour une volonté d'équité, et de façon que certains stéréotypes et clauses ne viennent pas renforcer des discriminations existantes. Le compromis s'est fait sur une Convention ne concernant que les discriminations envers les femmes, et le texte ne contient donc par exemple pas de clause relatives au congé paternité en cas de naissance, pourtant susceptible d'aider à la lutte contre les discriminations. En contre-partie « les propositions tendant à restreindre l’emploi des femmes dans des « travaux pénibles » ou « physiquement nuisibles pour elles » en raison de « leurs particularités physiologiques » ont été
rejetées. Physiologiquement, seules la grossesse et la maternité justifient expressément l’adoption de mesures spéciales ».

### Champs d'application
Les quatre premières parties de la Convention traitent des champs d'applications.
La première partie prévoit l'inscription dans la Constitution et dans les lois du principe d'égalité des droits entre hommes et femmes, la lutte contre les comportements stéréotypes et les préjugés sexués sur les rôles traditionnels ou sur la supériorité supposée d'un sexe par rapport à l'autre ; elle prévoit aussi de faire reconnaître la fonction sociale de la maternité, et de lutter contre toute forme de trafic de femmes et d’exploitation de la prostitution.
La seconde partie traite des discriminations en termes de droits civiques, dont le droit à la nationalité des femmes et de leurs enfants, ainsi que des droits à participer à la vie politique et publique.
La troisième partie porte sur l'éducation, l'emploi, la santé, et l'ensemble de la vie économique et sociale, avec prise en compte du cas particulier des femmes de milieux ruraux vivant dans une économie non monétaire.
Sont entre autres abordées « toutes les formes d'enseignement en encourageant l’éducation mixte et d'autres types d'éducation qui aideront à réaliser cet objectif et, en particulier, en révisant les livres et programmes scolaires et en adaptant les méthodes pédagogiques » ; l'accès égal aux bourses d'études pour les filles, la protection spéciale de la maternité n’étant pas considérée comme une discrimination (Article 4) ; et encore le droit au travail et l'octroi de congés de maternité payés ou ouvrant droit à des prestations sociales comparables, avec la garantie du maintien de l'emploi antérieur, des droits d'ancienneté et des avantages sociaux.
La quatrième partie aborde les discriminations en termes de droits et capacités juridiques, liés ou non au statut matrimonial.

### Fonctionnement
Les cinquième et sixième parties abordent le fonctionnement de la Convention, et du Comité chargé d'en assurer le suivi.

#### Chronologie des présidentes
- 2007-2009 : Dubravka Šimonović (en)
- 2009-2011 : Naéla Gabr
- 2011-2013 : Silvia Pimentel
- 2013-2015 : Nicole Ameline
- 2015-2017 : Yoko Hayashi
- 2017-2019 : Dalia Leinartė
- 2019-2021 : Hilary Gbedemah
- 2021-2023 : Gladys Acosta Vargas

## Réserves
De nombreux pays ont émis des réserves ;  « plus d’un tiers des États parties ont limité la portée de leurs obligations conventionnelles. La plupart de ces réserves soumettent l’application de la Convention au respect des prescriptions religieuses. D’autres insistent sur la primauté du texte constitutionnel national. Certaines réserves plus ponctuelles limitent sous certains aspects les droits civils, politiques ou sociaux des femmes. Certaines enfin restreignent la lutte contre les stéréotypes ». En particulier, des pays musulmans ont fait prévaloir la primauté du droit musulman (charia), et 40 pays ont la compétence obligatoire de la Cour de La Haye en cas de litige portant sur l’application ou l’interprétation du traité.
Dans un souci de compromis, peu de pays ont émis des objections à ces réserves, et le seul à le faire dans les délais requis les rendant opposables a été la Suède à l'encontre des Maldives, encore que ce mécanisme d'objection soit d'un effet très limité concernant des sujets universels tels que les droits humains. Finalement, ces réserves émises vident d'une grande partie de sa substance l'adhésion de certains pays à la Convention, même si un certain nombre ont été retirées depuis leur émission, en totalité (France, et 19 autres pays) ou partiellement.

## Protocole facultatif
Le « Protocole facultatif à la Convention sur l'élimination de toutes les formes de discrimination à l'égard des femmes » fait obligation aux États signataires d'enregistrer et prendre en considération les plaintes des victimes de viol. Jusqu'à présent, 106 pays l’ont ratifié, entre autres tous les États membres du Conseil de l'Europe, la Tunisie, le Maroc, etc.
La ratification du protocole facultatif ne permet pas l'émission de réserves (en).

## Situation dans les États non-signataires
Aux Tonga, la première grande mesure du gouvernement du Premier ministre ʻAkilisi Pohiva, élu le 30 décembre 2014, est son souhait d'adopter et de ratifier la Convention sur l'élimination de toutes les formes de discrimination à l'égard des femmes. Cette volonté est controversée, et génère des pétitions hostiles. Le 19 mai 2015, des milliers de femmes, menées par la Ligue des femmes catholiques des Tonga, manifestent contre la Convention. Elles estiment que la Convention permettrait la légalisation de l'avortement et du mariage homosexuel (pour les femmes). Certaines craignent aussi qu'une convention sur l'égalité des sexes pourrait contraindre le roi Tupou VI à abdiquer en faveur de sa sœur aînée,,. Au sein même du gouvernement, le député Mateni Tapueluelu, rédacteur en chef du journal du Parti démocrate, Keleʻa, s'oppose à l'adoption de la Convention, au nom de la « morale chrétienne ». Le 1er juillet, le roi Tupou VI et son Conseil privé interdisent la signature de la Convention par le gouvernement, estimant qu'elle pourrait être anticonstitutionnelle. Pohiva annonce son intention de consulter le peuple par référendum.